# Glinde
Glinde er en by i det nordlige Tyskland, beliggende under Kreis Stormarn, i den sydøstlige del af delstaten Slesvig-Holsten.

## Geografi
Glinde ligger i Metropolregion Hamburg omkring 7 kilometer øst for bygrænsen til Hamborg og 21 kilometer fra Hamborgs centrum. Vandløbet Glinder Au løber gennem kommunen mod floden Bille. Ved åen ligger vandmøllen Glinder Mühle som i dag er museum. Ved kommunens nordgrænse løber motorvejen A24.